# Gundolf Dehner
Gundolf Dehner (* 13. November 1928 in Hamburg; † 16. September 1984 in Heilsbronn) war ein deutscher Politiker (NPD).
Dehner besuchte zunächst die Volksschule in Gießen und Eschwege, später die Oberschule, bis er 1944 in den Reichsarbeitsdienst und in die Wehrmacht einberufen wurde. Im Herbst 1945 wurde er schließlich aus der Kriegsgefangenschaft im Lager Bad Kreuznach als Schwerkriegsbeschädigter entlassen. 1947 holte er sein Abitur nach, woraufhin er begann, Veterinärmedizin an der Justus-Liebig-Universität Gießen zu studieren. Während seines Studiums wurde er 1949 Mitglied der Burschenschaft Frankonia Gießen. Er erwarb den Titel Fachtierarzt für Schweine. Seine Praxistätigkeit musste er wegen seiner Kriegsverletzung aufgegeben, er wechselte so in den staatlichen Dienst. 1959 wechselte er beruflich nach Franken, 1962 trat er in den bayerischen Tiergesundheitsdienst ein. 1965 begann er mit seinen politischen Aktivitäten, ehe er der NPD beitrat und dort in den Vorstand des Kreisverbandes Ansbach gewählt wurde. Von 1966 bis 1970 gehörte er zu den zwölf Landtagsabgeordneten der NPD im Bayerischen Landtag. Später trat er aus der NPD aus.